# Leptolalax liui
Leptolalax liui là một loài ếch trong họ Megophryidae. Chúng được tìm thấy ở Trung Quốc, Hồng Kông, và có thể cả Việt Nam.
Các môi trường sống tự nhiên của chúng là các khu rừng ẩm ướt đất thấp nhiệt đới hoặc cận nhiệt đới, rừng mây ẩm nhiệt đới và cận nhiệt đới, đồng cỏ ở cao nhiệt đới hoặc cận nhiệt đới, và sông. Nó không được xem là bị đe dọa theo IUCN.

## Hình ảnh

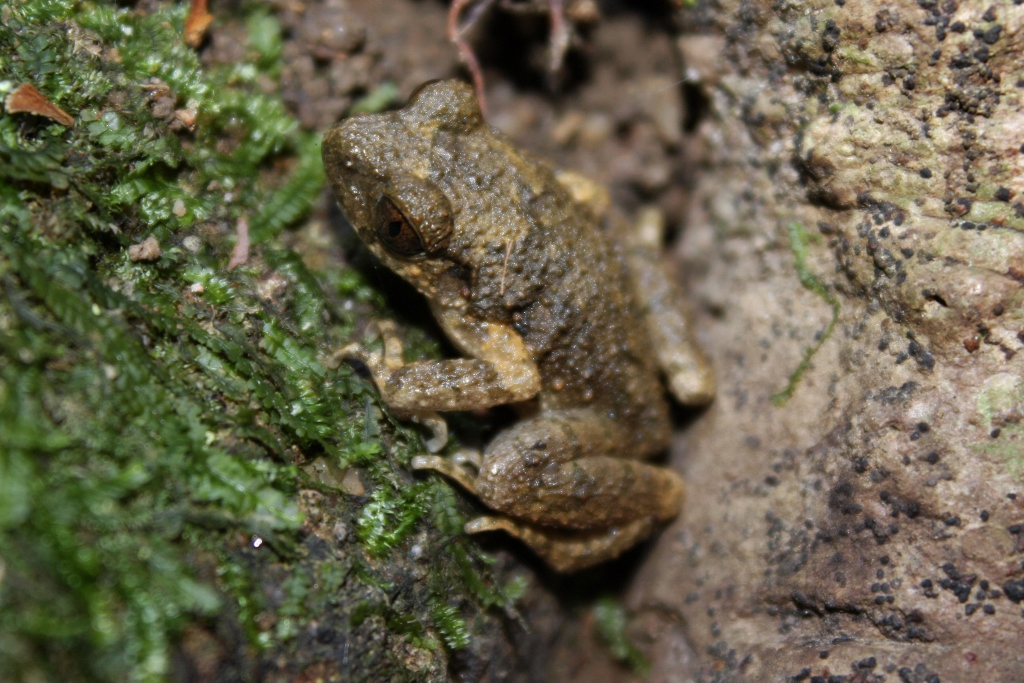
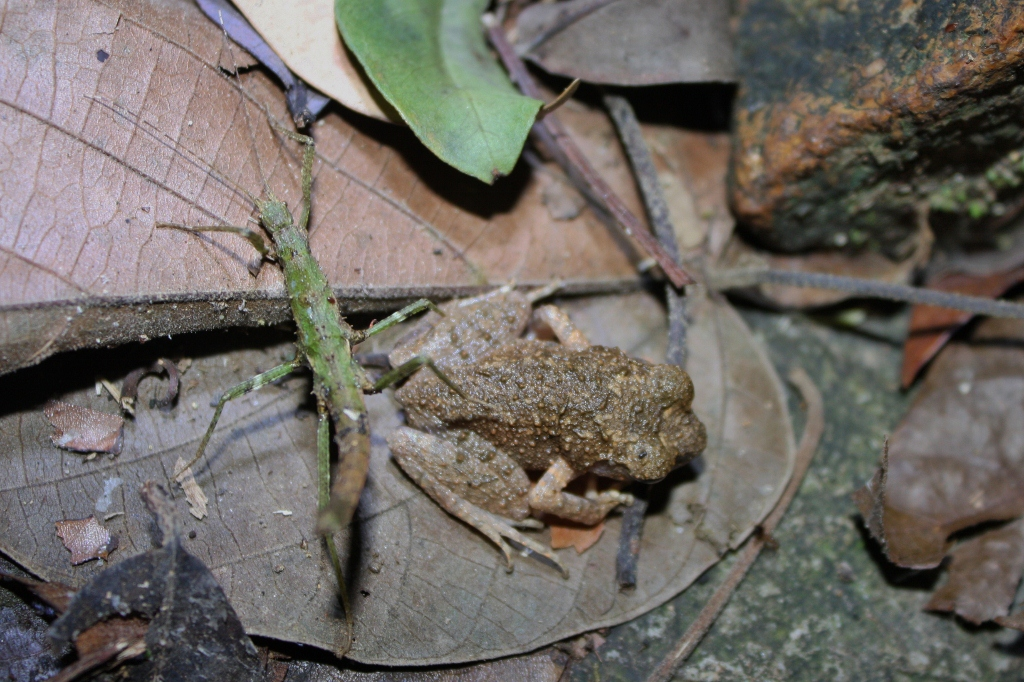
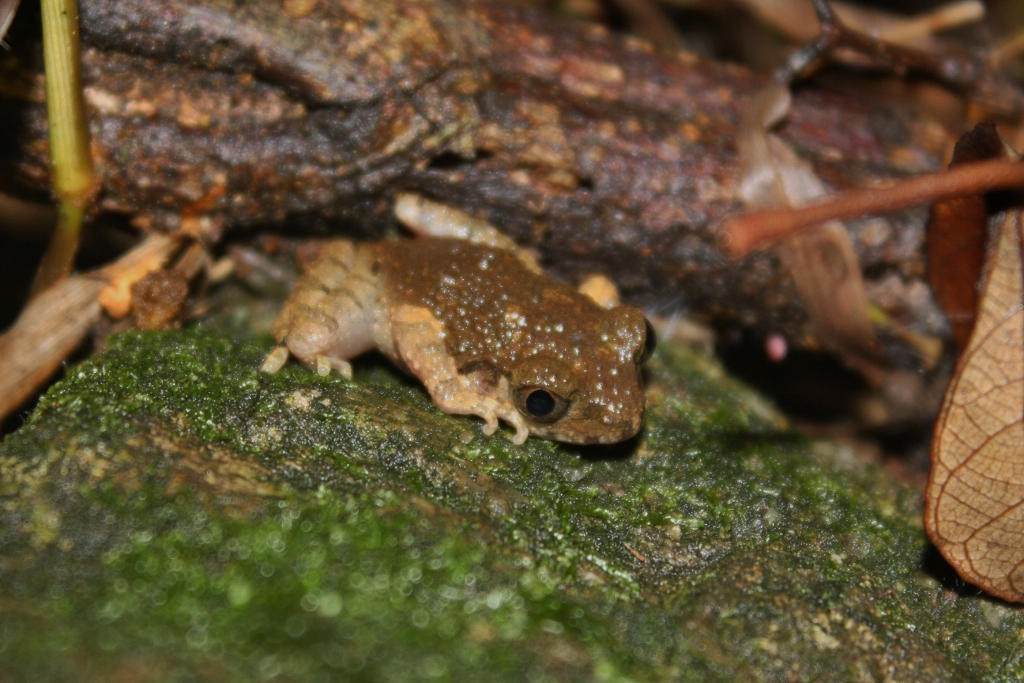
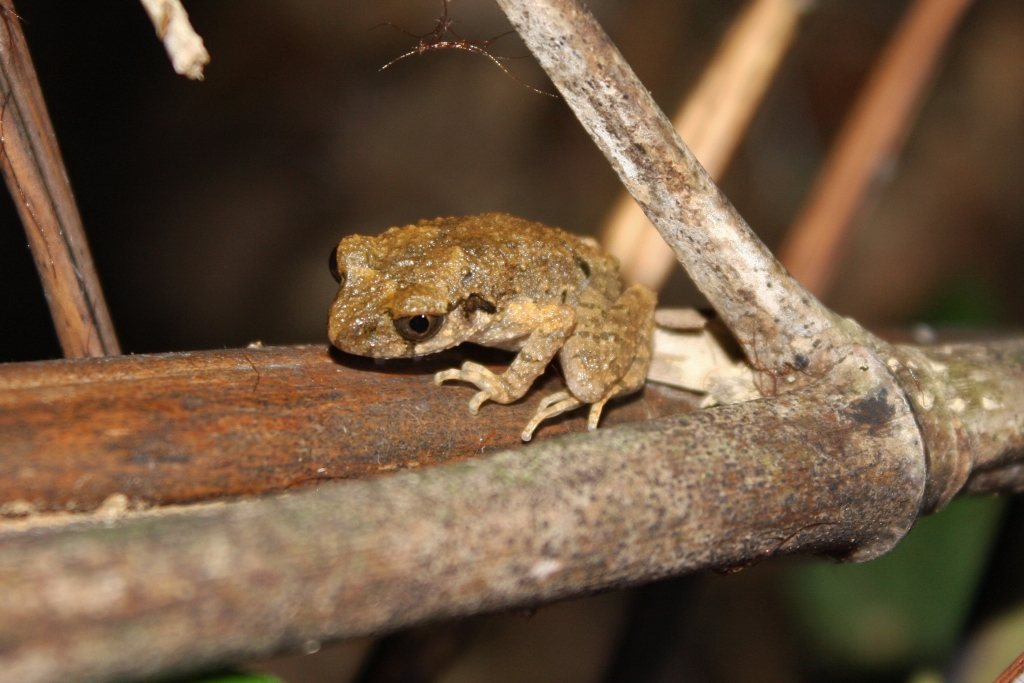